# Выборы в Законодательное собрание Пермского края (2016)
Выборы депутатов Законодательного собрания Пермского края третьего созыва состоялись в Пермском крае 18 сентября 2016 года в единый день голосования, одновременно с выборами в Государственную думу РФ. Выборы проходили по смешанной избирательной системе: из 60 депутатов 30 избирались по партийным спискам (пропорциональная система), остальные 30 — по одномандатным округам (мажоритарная система). Для попадания в заксобрание по пропорциональной системе партиям необходимо преодолеть 5%-й барьер. Срок полномочий депутатов — пять лет.
На 1 июля 2016 года в крае было зарегистрировано 2 074 455 избирателей. Явка составила 35,03 %.

## Ключевые даты
- 16 июня Законодательное собрание Пермского края назначило выборы на 18 сентября 2016 года (единый день голосования)[2].
  - 17 июня постановление о назначении выборов было опубликовано в СМИ[2].
- 17 июня Избирательная комиссия Пермского края утвердила календарный план мероприятий по подготовке и проведению выборов[3].
- с 18 июня по 18 июля — период выдвижения списков и кандидатов[3].
  - агитационный период начинается со дня выдвижения и заканчивается и прекращается за одни сутки до дня голосования[3].
- с 4 июля по 3 августа — период представления документов для регистрации кандидатов и списков[3].
- с 20 августа по 16 сентября — период агитации в СМИ[3].
- 17 сентября — день тишины[3].
- 18 сентября — день голосования.

## Участники
17 июня 2016 года Избирательная комиссия Пермского края определила 5 партий, которым не требуется собирать подписи избирателей для регистрации:
- Единая Россия;
- Коммунистическая партия Российской Федерации;
- Яблоко;
- ЛДПР — Либерально-демократическая партия России;
- Справедливая Россия.

### Выборы по партийным спискам
По единому округу партии выдвигали списки кандидатов. Для регистрации выдвигаемого списка партиям требовалось собрать от 10 392 до 11 431 подписи избирателей (0,5 % от числа избирателей).
| 1 | Коммунистическая партия Российской Федерации    | Владимир Комоедов • Владимир Корсун • Владимир Чулошников | 29 | 104 | зарегистрирован                                                        |
| 2 | Яблоко                                          | Ольга Колоколова • Олег Мясников • Ольга Кирильчук        | 16 | 51  | зарегистрирован                                                        |
| 3 | Единая Россия                                   | Виктор Басаргин • Татьяна Миролюбова • Сергей Яшкин       | 30 | 100 | зарегистрирован                                                        |
| 4 | ЛДПР — Либерально-демократическая партия России | Владимир Жириновский • Олег Постников                     | 30 | 90  | зарегистрирован                                                        |
| 5 | Партия Роста                                    | Виктор Похмелкин • Антон Любич                            | 19 | 59  | зарегистрирован                                                        |
| 6 | Справедливая Россия                             | Андрей Колесников • Дарья Эйсфельд • Илья Шулькин         | 30 | 96  | зарегистрирован                                                        |
| — | Российская партия пенсионеров за справедливость | Юрий Бурляков • Алексей Луканин • Роман Петухов           | 25 | 78  | отказано в регистрации (выявлено более 10 % недействительных подписей) |
| — | Партия Великое Отечество                        | Николай Стариков • Игорь Усанов • Алексей Киселёв         | 15 | 58  | отказано в регистрации (выявлено более 10 % недействительных подписей) |
| — | Родина                                          | Вадим Чебыкин • Егор Заворохин • Сергей Левитан           | 24 | 76  | отказано в регистрации (выявлено более 10 % недействительных подписей) |
| *Региональная группа соответствует одномандатному округу и должна включать от 3 до 5 кандидатов. Региональных групп может быть от 15 до 30. |                                                 |                                                           |    |     |                                                                        |
| **Без учёта выбывших кандидатов. |                                                 |                                                           |    |     |                                                                        |

### Выборы по округам
По 30 одномандатным округам кандидаты выдвигались как партиями, так и путём самовыдвижения. Кандидатам требовалось собрать 3 % подписей от числа избирателей соответствующего одномандатного округа.
| Партия | Партия                                          | Кандидатов |
| ------ | ----------------------------------------------- | ---------- |
|        | Единая Россия                                   | 30         |
|        | Коммунистическая партия Российской Федерации    | 28         |
|        | ЛДПР — Либерально-демократическая партия России | 23         |
|        | Справедливая Россия                             | 22         |
|        | Яблоко                                          | 5          |
|        | Самовыдвижение                                  | 13         |
| Всего  | Всего                                           | 121        |

| №  | Состав                                                                                              | Избирателей |
| -- | --------------------------------------------------------------------------------------------------- | ----------- |
| 1  | частично Кировский район города Перми                                                               | 65 746      |
| 2  | частично Дзержинский, Кировский районы города Перми                                                 | 65 059      |
| 3  | частично Дзержинский район города Перми                                                             | 65 745      |
| 4  | частично Индустриальный район города Перми, Пермский район                                          | 83 235      |
| 5  | Ленинский район города Перми, частично Свердловский район города Перми                              | 71 959      |
| 6  | частично Дзержинский, Индустриальный районы города Перми                                            | 72 554      |
| 7  | частично Орджоникидзевский район города Перми                                                       | 71 217      |
| 8  | частично Мотовилихинский, Орджоникидзевский районы города Перми                                     | 73 387      |
| 9  | частично Мотовилихинский район города Перми                                                         | 70 918      |
| 10 | частично Мотовилихинский, Свердловский районы города Перми                                          | 70 875      |
| 11 | частично Свердловский район города Перми                                                            | 75 818      |
| 12 | Чердынский район, Красновишерский район, частично Соликамский городской округ, Соликамский район    | 75 091      |
| 13 | Александровский район, частично Соликамский городской округ, Соликамский район                      | 68 535      |
| 14 | частично Березниковский городской округ                                                             | 68 251      |
| 15 | Усольский район, частично Березниковский городской округ                                            | 63 724      |
| 16 | Кизеловский район, городской округ город Губаха, Гремячинский район, частично Горнозаводский район  | 66 986      |
| 17 | Чусовской район, частично Горнозаводский район                                                      | 71 957      |
| 18 | Лысьвенский городской округ                                                                         | 63 929      |
| 19 | Берёзовский район, Кишертский район, Октябрьский район, Суксунский район                            | 65 718      |
| 20 | Чернушинский район, Куединский район, Уинский район                                                 | 72 206      |
| 21 | Кунгурский городской округ, частично Кунгурский район, Пермский район                               | 73 707      |
| 22 | частично Чайковский район                                                                           | 67 843      |
| 23 | Осинский район, Бардымский район, Еловский район, частично Чайковский район                         | 70 225      |
| 24 | Верещагинский район, Сивинский район, частично Карагайский район, Нытвенский район, Очерский район  | 71 831      |
| 25 | Большесосновский район, Оханский район, Частинский район, частично Нытвенский район, Очерский район | 78 009      |
| 26 | Добрянский район, Ильинский район, частично Пермский район                                          | 72 224      |
| 27 | городской округ «ЗАТО Звёздный», Ординский район, частично Кунгурский район, Пермский район         | 69 780      |
| 28 | Краснокамский район, частично Пермский район                                                        | 80 116      |
| 29 | Городской округ — город Кудымкар, Юсьвинский район, частично Карагайский район, Кудымкарский район  | 49 054      |
| 30 | Гайнский район, Косинский район, Кочевский район, Юрлинский район, частично Кудымкарский район      | 48 749      |

## Результаты
| Место                      | Место                      | Партия                     | по краевым спискам | по краевым спискам | по краевым спискам | по одно- мандатным округам | всего         | всего   |
| Место                      | Место                      | Партия                     | Голоса             | %                  | Получено мест      | Получено мест              | Получено мест | %       |
| -------------------------- | -------------------------- | -------------------------- | ------------------ | ------------------ | ------------------ | -------------------------- | ------------- | ------- |
|                            | 1.                         | «Единая Россия»            | 318 879            | 43,75 %            | 16                 | 24                         | 40            | 66,67 % |
|                            | 2.                         | КПРФ                       | 129 536            | 17,77 %            | 6                  | 0                          | 6             | 10,00 % |
|                            | 3.                         | ЛДПР                       | 119 096            | 16,34 %            | 5                  | 0                          | 5             | 8,33 %  |
|                            | 4.                         | «Справедливая Россия»      | 82 269             | 11,29 %            | 3                  | 1                          | 4             | 6,67 %  |
|                            |                            |                            |                    |                    |                    |                            |               |         |
|                            | 5.                         | «Яблоко»                   | 27 864             | 3,82 %             | 0                  | 0                          | 0             | 0 %     |
|                            | 6.                         | Партия Роста               | 18 091             | 2,48 %             | 0                  | —                          | 0             | 0 %     |
|                            |                            | Самовыдвижение             | —                  | —                  | —                  | 4                          | 4             | 6,67 %  |
|                            |                            | Вакантные места            | —                  | —                  | —                  | 1                          | 1             | 1,67 %  |
| Недействительные бюллетени | Недействительные бюллетени | Недействительные бюллетени | 27 606             | 4,55 %             |                    |                            |               |         |
| Всего                      | Всего                      | Всего                      | 728 913            | 100 %              | 30                 | 30                         | 60            | 100 %   |

## Довыборы
В одномандатном округе № 2 выборы были сорваны из-за отказа от участия в них кандидатов от «Справедливой России», ЛДПР и КПРФ, в результате чего зарегистрированным остался только кандидат от «Единой России» Владимир Данилин. Отложенное голосование было назначено на 4 декабря 2016 года, на котором победил самовыдвиженец Егор Заворохин.